# Camilo Castelo Branco
Camilo Ferreira Botelho Castelo Branco (Lisabona, 16 martie 1825 — São Miguel de Seide, 1 iunie 1890) - a fost un scriitor portughez.

## Viața
Rămas de mic orfan de tată și de mamă, Camilo a fost educat într-o vilă din Trás-os-Montes (sătucul Samarda) de un unchi din partea tatălui. Acesta l-a pus să studieze latina și operele scriitorilor clasici din secolele XVI și XVII. Și-a petrecut o parte din tinerețe la Vila Real din Trás-os-Montes, unde a iubit prima oară o țărancă din regiune. Contactul cu literaturile moderne se face oarecum la întâmplare. El are o predilecție pentru lecturile romanești: îi citește superficial pe Eugène Sue și Arlincourt, ca și pe Chateaubriand sau pe Balzac.
Cam pe la vârsta de 20 de ani sosește în Porto și se face cunoscut prin aventurile sale galante în mediul boem ce frecventa Café Guichard și curta actrițele. Face o pasiune pentru o doamnă cultivată, căsătorită cu un burghez bogat, care îl duce aproape de sinucidere și la o scurtă ședere într-un seminar teologic. După aceste întâmplări fuge cu o altă femeie, Ana Plácida, căsătorită la rândul ei cu un mare negustor. Veșnicul îndrăgostit este arestat și judecat, dar mai târziu se leagă definitiv de o altă femeie, căsătorindu-se. Nereușind să termine cursurile Academiei Politehnice din Porto, nici pe cele ale Școlii Medico-Chirurgicale, Camilo se folosește de imaginația sa decundă și de pana sa ușoară pentru a-și câștiga existența: multă vreme el este cel mai citit și mai tipărit scriitor portughez. Ultimii ani petrecuți la ferma din San Miguel de Ceide sunt un lung și extenuant martiriu de ocnaș al literelor, obligat să scrie într-una pentru a se întreține. În cele din urmă orbește și se sinucide.
În foarte vasta sa operă se pot discerne mai multe serii, care uneori se încrucișează și se confundă: romanul-foileton (Mistérios de Lisboa - Misterele Lisabonei, Livro Negro do Padre Dinis - Cartea Neagră a părintelui Dinis), romanul de dragoste tragic (Amor de Perdicão - Iubire și pierzanie), romanul satiră (A Queda de Um Anjo - În căutarea unui înger, O Que Fazem Mulheres - Ce fac femeile), romanul de moravuri sătești (Novelas do Minho - Nuvele din Minho, Brasileira de Prazins - Braziliana din Prazins).

## Critică
Camilo este poate singurul scriitor portughez influențat într-adevăr de Balzac. Îi lipsește însă obiectivitatea și spiritul analitic caracteristic oricărui scriitor realist. El oscilează între lirism și sarcasm. Adesea, în loc de portret el face caricatură. Uneori proza sa este lirică și satirică. Structura psihologică și ritmul susținut al celor mai bune romane ale sale de dragoste sunt marcate de simțul tragicului. Dar romanul camilian se apropie de cel preromantic și prin structura sa romanească. Acțiunea și descrierea sunt neglijate; sentimentul timpului nu este sugerat. Camilo este încă departe de romanul burghez.

## Opere
- Anátema (1851)
- Mistérios de Lisboa (1854)
- A Filha do Arcediago (1854)
- Livro Negro de Padre Dinis (1855)
- A Neta do Arcediago (1856)
- Onde Está a Felicidade? (1856)
- Um Homem de Brios (1856)
- Lágrimas Abençoadas (1857)
- Cenas da Foz (1857)
- Carlota Ângela (1858)
- Vingança (1858)
- O Que Fazem Mulheres (1858)
- Doze Casamentos Felizes (1861)
- O Romance de um Homem Rico (1861)
- As Três Irmãs
- Amor de Perdição (1862)
- Coisas Espantosas (1862)
- O Irônico (1862)
- Coração, Cabeça e Estômago (1862)
- Estrelas Funestas (1862)
- Anos de Prosa (1858)
- Aventuras de Basílio Fernandes Enxertado (1863)
- O Bem e o Mal (1863)
- Estrelas Propícias (1863)
- Memórias de Guilherme do Amaral (1863)
- Agulha em Palheiro (1863)
- Amor de Salvação (1864)
- A Filha do Doutor Negro (1864)
- Vinte Horas de Liteira (1864)
- O Esqueleto (1865)
- A Sereia (1865)
- A Enjeitada (1866)
- O Judeu (1866)
- O Olho de Vidro (1866)
- A Queda de um Anjo (1866)
- O Santo da Montanha (1866)
- A Bruxa do Monte Córdova (1867)
- Os Mistérios de Fafe (1868)
- A Caveira da Mártir (1876)
- Novelas do Minho (1875-1877)
- Eusébio Macário (1879)
- A Corja (1880)
- Luiz de Camões: Notas Biographicas (1880)
- A Brasileira de Prazins (1882)
- D. Luiz de Portugal: Neto do Prior do Crato 1601-1660 (1883)